# Ascalaphomerus humeralis
Ascalaphomerus humeralis är en nattsländeart som beskrevs av Walker 1852. Ascalaphomerus humeralis ingår i släktet Ascalaphomerus och familjen Calamoceratidae. Inga underarter finns listade i Catalogue of Life.